# Bernard Collomb
Bernard Marie François Alexandre Collomb-Clerc (Annecy, 7 de octubre de 1930-La Colle-sur-Loup, 19 de septiembre de 2011) fue un piloto de automovilismo francés. Participó en seis carreras de Fórmula 1, debutando en julio de 1961, sin llegar a puntuar en ninguna de las carreras. Siempre pilotó de coches atendidos por él mismo; primero corrió con un Cooper T53 para después correr con un Lotus 24 desde 1963. Su mejor posición fue un cuarto puesto en Viena en una prueba no puntuable en 1961 conduciendo con un Cooper.

## Resultados

### Fórmula 1
(Clave) (negrita indica pole position) (cursiva indica vuelta rápida)

| Año     | Escudería       | 1       | 2   | 3   | 4       | 5   | 6       | 7   | 8   | 9   | 10  | Pos. | Puntos |
| ------- | --------------- | ------- | --- | --- | ------- | --- | ------- | --- | --- | --- | --- | ---- | ------ |
| 1961    | Bernard Collomb | MON     | NED | BEL | FRA Ret | GBR | GER Ret | ITA | USA |     |     | NC   | 0      |
| 1962    | Bernard Collomb | NED     | MON | BEL | FRA     | GBR | GER Ret | ITA | USA | RSA |     | NC   | 0      |
| 1963    | Bernard Collomb | MON DNQ | BEL | NED | FRA     | GBR | GER 10  | ITA | USA | MEX | RSA | NC   | 0      |
| 1964    | Bernard Collomb | MON DNQ | NED | BEL | FRA     | GBR | GER     | AUT | ITA | USA | MEX | NC   | 0      |
| Fuente: |                 |         |     |     |         |     |         |     |     |     |     |      |        |